# Koochie-Koo
«Koochie-Koo» — песня испанского дуэта Baccara, написанная продюсером группы Рольфом Соей и сонграйтером Франком Досталем для дебютного альбома группы.
В конце 1977-го — начале 1978 года композиция была выпущена как сингл в нескольких странах Европы, достигнув умеренного успеха в Голландии и Бельгии. Второй стороной послужила композиция «Number One», ещё один трек с альбома Baccara.

## Список композиций
7" сингл (CNR Records 144.601)
1. «Koochie-Koo» — 4:04
2. «Number One» — 2:37

## Позиции в чартах
| Чарт (1978)               | Высшая позиция |
| ------------------------- | -------------- |
| Netherlands Singles Chart | 21             |
| Belgian Singles Chart     | 28             |